# Botia dario
Botia dario е вид лъчеперка от семейство Cobitidae. Видът не е застрашен от изчезване.

## Разпространение
Разпространен е в Бангладеш и Индия (Асам, Бихар, Дарджилинг, Джаркханд, Западна Бенгалия, Манипур, Мегхалая, Мизорам, Нагаланд, Сиким, Трипура и Утар Прадеш).

## Описание
На дължина достигат до 15,1 cm.